# Фелдіоара (Клуж)
Фелдіоара (рум. Feldioara) — село у повіті Клуж в Румунії. Входить до складу комуни Кетіна.
Село розташоване на відстані 311 км на північний захід від Бухареста, 43 км на схід від Клуж-Напоки.

## Населення
За даними перепису населення 2002 року у селі проживала 601 особа.
Національний склад населення села:
| Національність | Кількість осіб | Відсоток |
| -------------- | -------------- | -------- |
| румуни         | 322            | 53,6%    |
| угорці         | 254            | 42,3%    |
| цигани         | 25             | 4,2%     |

Рідною мовою назвали:
| Мова      | Кількість осіб | Відсоток |
| --------- | -------------- | -------- |
| румунська | 352            | 58,6%    |
| угорська  | 249            | 41,4%    |